# Esperita
La esperita es un mineral de la clase de los nesosilicatos. Es un raro mineral descubierto en 1928 en una mina de Nueva Jersey (EE. UU.), siendo el nombre en honor de Esper F. Larsen Jr., petrólogo y profesor de geología en la universidad de Harvard. No tiene ninguna utilidad industrial.

## Características químicas
Su estructura química es isoestructural con  la berillonita y con la larsenita (otro mineral nombrado en honor del mismo geólogo).
Además de los elementos de su fórmula, suele llevar como impurezas que le dan tonalidades: hierro, manganeso y magnesio.

## Formación y yacimientos
Se puede encontrar reemplazando pseudomórficamente a la hardystonita (Ca2ZnSi2O7), bien parcialmente como inclusiones en forma de pluma entre hardystonita masiva, bien reemplazándola totalmente con cristales de esperita incrustados en la hardystonita masiva. Estas características son fácilmente evidentes a la luz ultravioleta, como se observa en la imagen de la derecha.
Suele encontrarse asociado a otros minerales como: cincita, willemita, hardystonita, franklinita, clinohedrita o calcita.